# 케리 카토나
케리 카토나(Kerry Katona, 1980년 10월 6일 ~ )는 잉글랜드의 가수, 텔레비전 진행자, 작가, 칼럼니스트로, 아토믹 키튼의 전 멤버이다.